# Austrotengella
Genre
Austrotengella est un genre d'araignées aranéomorphes de la famille des Zoropsidae.

## Distribution
Les espèces de ce genre sont endémiques d'Australie. Elles se rencontrent au Queensland et en Nouvelle-Galles du Sud.

## Liste des espèces
Selon World Spider Catalog (version 17.0, 20/05/2016) :
- Austrotengella hackerae Raven, 2012
- Austrotengella hebronae Raven, 2012
- Austrotengella monteithi Raven, 2012
- Austrotengella plimeri Raven, 2012
- Austrotengella toddae Raven, 2012
- Austrotengella wrighti Raven, 2012

## Publication originale
- Raven, 2012 : Revisions of Australian ground-hunting spiders. V. A new lycosoid genus from eastern Australia (Araneae: Tengellidae). Zootaxa, no 3305, p. 28-52.